# Révolution cotonnière de Saint-Domingue
La Révolution cotonnière de Saint-Domingue eut lieu entre 1766 et 1789 dans la colonie française éponyme, qui deviendra après son indépendance Haiti, pendant trente années qui virent le triplement de la récolte dans ce qui est alors la première source d'importation de coton brut en Europe.

## Histoire

### Les réticences des négociants
Près de 80 ans avant la « Révolution cotonnière de Saint-Domingue », qui a lieu au même moment que la Révolution du café de Saint-Domingue, une « révolution sucrière à la Jamaïque » avait au siècle précédent pris place dans une île voisine. Saint-Domingue, commença la culture du cotonnier dans les années 1730, dans les zones propices à sa production, la région de l'Artibonite et la plaine des Gonaïves, trop sèches pour le sucre, alors culture majoritaire dans la colonie française. Avant 1760, la culture du coton avait été freinée par les réticences des armateurs français, qui jugeaient le coton trop encombrant et exposé aux incendies. Le démarrage du coton a été poussé par les besoins d'une industrie naissante à Rouen.
Dans un rapport au ministre de la Marine de 1776, Michel René Hilliard d'Auberteuil note que "les caboteurs de Saint-Domingue, qui portent à la Jamaïque du coton et de l’indigo, gagnent ordinairement à ce commerce dix pour cent sur le prix" et qu'en "1764, on commença à planter beaucoup de cotonniers à l'Artibointe, cette culture s'est toujours accrūe dēpūis", le coton étant exporté par le Nord. Le coton français est importé en Europe par les Anglais, le plus souvent via une escale à la Jamaïque anglaise, notent aussi d'autres auteurs, pour alimenter les premières usines de Manchester.

### La fiscalité anglaise privilégie le coton au sucre
La guerre de Sept Ans (1757-1764) a donné un coup de frein, très temporaire, au développement du coton à Saint-Domingue. Les vainqueurs anglais, qui ont pris le contrôle des océans, s'en inquiètent dès le traité de Paris de 1763 mettant fin à la guerre : ils laissent la France conserver Saint-Domingue, principale source d'approvisionnement potentielle des manufactures anglaises, alors au tout début de leur expansion. Les députés anglais, qui sentent les prémices de la guerre d'indépendance, décident de décourager, en les taxant, les flux de sucre et de mélasse alimentant les fabriques de rhum de la Nouvelle-Angleterre. Celles-ci ont en effet pris l'habitude d'acheter du sucre des îles françaises, beaucoup moins cher. Michel René Hilliard d'Auberteuil observe ainsi en 1776 que "le prix du sucre à la Jamaïque, à la Grenade, dans toutes les colonies Anglaises, est toujours à quinze ou vingt pour cent au-dessus du cours de Saint-Domingue, parce que le sol des îles anglaises est plus ingrat, que les Anglais exigent moins de travail de leurs nègres et les nourrissent à plus de frais (...) ils ont dans l'usage de leur donner des vivres et des poissons salés". Diplomate avec les planteurs, son rapport au Ministre de la Marine évite de parler de la fiscalité anglaise sur le sucre.
L'Angleterre vote le Sugar Act de 1764, complétant le Sugar and Molasses Act de 1733. Le coton est volontairement épargné, incitant les grands négociants anglais à capter la production de Saint-Domingue. Plus fin que celui de la Jamaïque, le coton de Siam blanc de Saint-Domingue a une rentabilité plus élevée, 24 % contre 14 % et les planteurs s'intéressent au coton de Sainte-Marthe. "Le coton de Saint-Domingue n'est pas de la première qualité; mais sans les plantations des Portugais au Brésil, il n'aurait de supérieur que celui qui est recueilli dans les Indes orientales", observe en 1776 Michel René Hilliard d'Auberteuil.
« Le coton a valu, depuis la paix, de 110 livres à 140 livres le quintal », observe-t-il ce qui "est un revenu assez fixe" et « le coton se vend presque aussi facilement durant la guerre que dans la paix ». Michel René Hilliard d'Auberteuil recommande cependant d'augmenter la "durée de vie" des esclaves, pour que la culture du coton devienne plus rentable.
La qualité du coton de Saint-Domingue répond aux nouveaux besoins des inventeurs anglais de l'industrie du coton. En 1764, Thomas Highs un artisan luthier a invente une machine textile très proche de la Spinning Jenny, dont James Hargreaves sera l'inventeur, l'année suivante dans la même région: un rouet où l’on pose huit broches, qui permet à un ouvrier de travailler avec huit broches au lieu d’une, ce qui multiplie par 120 la productivité. Elle sera encore perfectionnée en 1779 par Samuel Crompton sous forme de Mule-jenny.

### Le triplement de la production
Les trente années qui suivent la fin de la guerre de sept ans, entre 1766 et 1789, voient la production de coton brut tripler dans l'île française, une croissance presque aussi rapide que celle de la révolution du café de Saint-Domingue, qui se déroule au même moment. En 1773, l'île produit déjà 4 millions de livres de coton alors qu'elle exportait déjà vers la France en 1766 deux millions de livres de coton, la
En 1789, c'est 6,3 millions de livres, chiffre qui monte à 8 millions de livres en 1790, puis chute à 3 millions de livres dès 1794, une partie des plantations de coton étant abandonnées lors de la révolte des noirs de 1791.
Dans les années 1780, Saint-Domingue doubla alors le nombre d'esclaves importés chaque année pour dépasser 30 000 après 1785, à un prix unitaire dépassant 1 500 livres. La culture du coton est celle qui déclencha les plus grandes entrées d'esclaves dans l'île sous contrôle français: de 1783 à 1789, les surfaces cotonnières augmentèrent d'un tiers, atteignant 6 311 hectares, surtout dans le Sud et l'Ouest, zone de coton où vient les mulâtres et les propriétaires blancs de moyenne envergure.
Le coton était exposé aux dégâts des insectes et exporté en contrebande à la Jamaïque, d'où il partait pour les ports et les manufactures anglaises, contrebande appelée "Paris Trade", ironiquement.
Après le traité de libre-échange de 1786, les importations françaises de textiles britanniques en coton furent multipliées par 15 entre 1786 et 1789, créant une énorme croissance industrielle anglaise, qui suscite une demande de matière première, fournie, elle, par les colonies françaises. À Bordeaux, 7 navires chargés de coton partaient pour l'Angleterre en 1785, ils étaient 19 en 1789, dont 15 pour Liverpool. En 1788, la valeur de la production cotonnière dépasse 16 millions de livres. Saint-Domingue compte en 1789 pas moins de 24 millions de pieds de coton contre 2,7 pieds de cacao et 197 millions de pieds de café.La "grande zone de coton" est le sud et l'ouest, moins peuplés que le nord, où "s'étaient habitués les mulâtres et les blancs de condition plus modeste".
Cultivé dans 7 000 exploitations, contre 3 000 pour l'indigo, situées dans l'ouest de l'île, passées sous contrôle anglais en 1793, lors du traité de Whitehall, le coton de Saint-Domingue fait travailler 30 000 ouvriers dans la région de Manchester en 1794, selon les estimations d'Alain Turnier, dans Les États-Unis et le marché haïtien, le pacte colonial.
D'après le livre de Moreau de Saint-Méry, la paroisse de 
Cavaillon 1 400 cotonniers et 6 cotonneries en 1789.
Parmi les grands planteurs de coton de Saint-Domingue, Joseph Larigaudelle-Dubuisson, fils du lieutenant gouverneur de Saint-Marc, possédait cinq cotonneraies et indigoteries au quartier de l'Artibonite en indivision avec son frère et sa belle-sœur née Poirier, propriétés exploitées par près de 900 esclaves, produisant annuellement plus de 15 milliers d'indigo, environ 80 milliers de coton, et qui furent estimées 2,24 millions de francs en 1826 en vue de ses droits à l'indemnité, et pour lesquelles il avait encore 100 000 francs de dettes en 1791.
Le négociant nantais Louis Drouin, dont la maison de commerce est aussi établie à Saint-Marc, au quartier de l'Artibonite, entrepose en son nom et pour son propre compte de 1785 à 1790, 56 balles de coton à Nantes.
Le coton contribue à l'expansion de la colonie, qui emploie 1587 grands navires et 24 000 marins, plus que Marseille. Tous les jours, il y a au moins 600 navires dans le port de Cap-Haïtien et les exportations dépassent celles des nouveaux États-Unis d'Amérique.

### La concurrence des Bahamas puis des îles de Caroline et de Georgie
Jusqu'en 1791, l'île reste la principale source de coton brut dans le Monde, avec l'Asie et le coton des îles du littoral de Caroline du Sud et Géorgie, aux États-Unis.
André IV Desveaux, issu d'une dynastie de planteurs d'indigo de Saint-Domingue épousa une loyaliste anglaise et dut partir après la guerre d'indépendance. Avec l'autorisation de Londres, il prit la tête d'une expédition qui envahit les Bahamas, avec 6 000 esclaves, faisant quadrupler la population noire de l'archipel et développant les nouvelles variétés de coton. Ces planteurs sont contraints de revenir en Caroline du Sud, car le sol sableux des Bahamas s'épuise.
Leur retour fut précédé, dès 1784, par celui du premier planteur de Coton Sea island de Caroline du Sud, le colonel Roger Kelsal, à qui a succédé son fils, William Kelsal sur sa plantation de Little Exuma, aidé de son beau-frère Daniel de Saussure et de son associé Jean-Marc Verdier. À la frontière géorgienne toute proche, Alexandre Bissel plante du Sea Island cotton deux ans plus tard, dès 1786 et l'exporte en 1788.

### Grands planteurs
- Thomas Spalding
- Pierce Butler
- Jean Bérard de Moquet
- Francis Levett
- Alexandre Bissel
- André Desveaux